# EI24
EI24‏ (EI24, autophagy associated transmembrane protein) هوَ بروتين يُشَفر بواسطة جين EI24 في الإنسان.